# Emil Mörsch

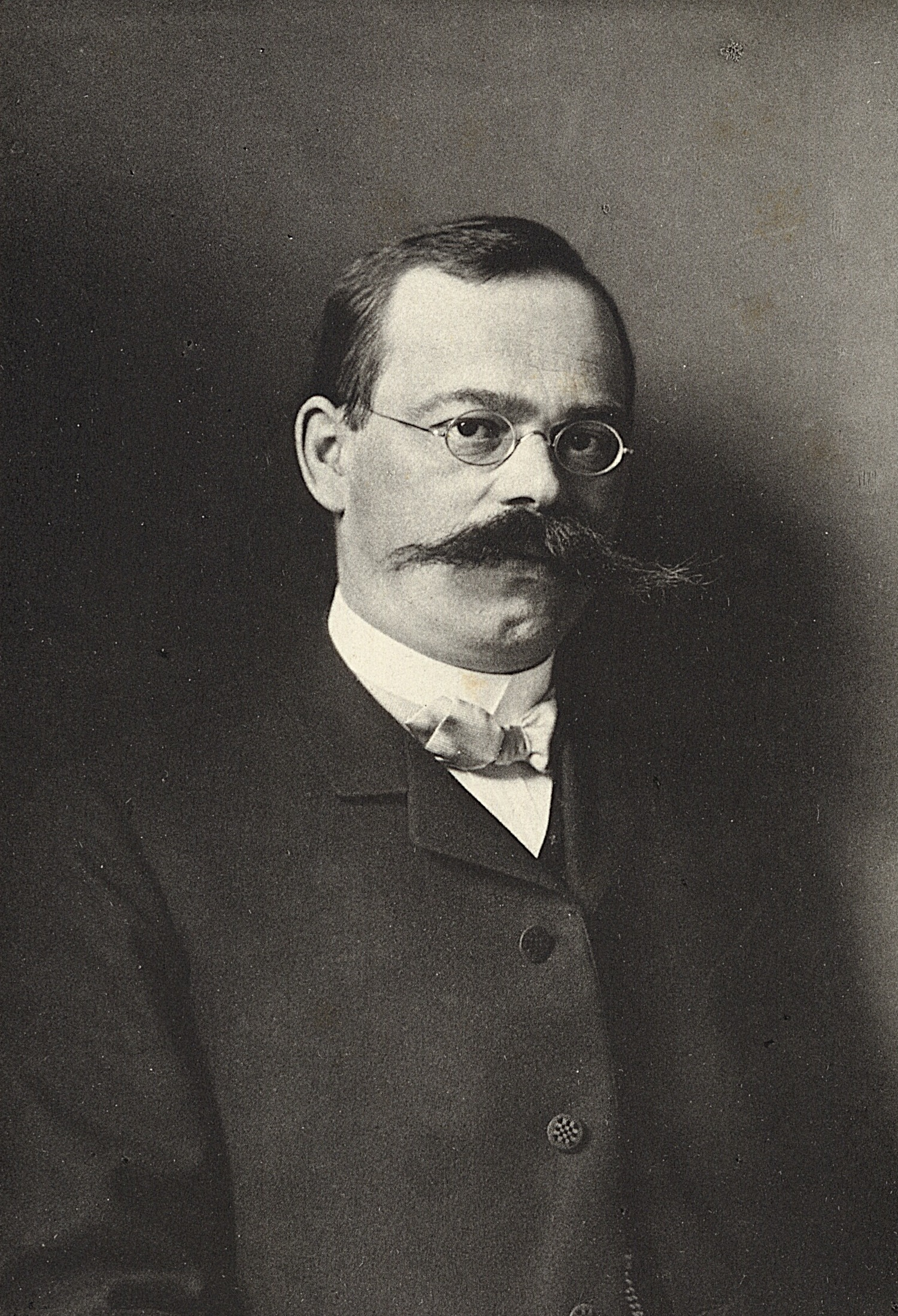
Emil Mörsch

Emil Mörsch (* 30. April 1872 in Reutlingen; † 29. Dezember 1950 in Stuttgart-Weilimdorf) war ein bedeutender deutscher Bauingenieur, Forscher und Hochschullehrer, der sich insbesondere auf dem Gebiet des Stahlbetonbaus verdient gemacht hat. Seine Theorien zur Bemessung des Stahlbetons übten nachhaltigen Einfluss auf die Standardisierung und Normung in der DIN und ihren Vorläufern aus. Auf der Grundlage umfangreicher Versuchsreihen entwickelte er Nomogramme, mit denen Stahlbetonbalken dimensioniert und ihre Bewehrung bemessen werden konnten. Nach ihm wurde die Emil-Mörsch-Denkmünze benannt.

## Lebenslauf
Emil Mörsch studierte von 1890 bis 1894 an der Technischen Hochschule Stuttgart Bauingenieurwesen und wirkte anschließend bis 1898 als Regierungsbauführer bei der Württembergischen Straßen- und Wasserbauverwaltung. 1899 bestand er die Staatsprüfung zum Regierungsbaumeister und wechselte in das Brückenbüro der Württembergischen Staatseisenbahnen. Ab 1901 war Mörsch dann Oberingenieur und Leiter des Technischen Büros von Wayss & Freytag AG in Neustadt an der Haardt.
1902 verfasste Mörsch den theoretischen Teil der von Wayss & Freytag herausgegebenen Schrift „Der Eisenbetonbau, seine Anwendung und Theorie“, der als eine der Pionierleistungen auf dem Gebiet der theoretischen Auseinandersetzung mit dem Stahlbeton gilt. Zwei Jahre später nahm er einen Ruf auf die Professur für Statik, Brückenbau und Eisenhochbau am Eidgenössischen Polytechnikum in Zürich an. 1905 wurde er zum Beratenden Mitglied des Deutschen Beton-Vereins ernannt. Im selben Jahr erschien die zweite Auflage von „Der Eisenbetonbau, seine Anwendung und Theorie“, die nun von Mörsch gemeinsam mit Wayss & Freytag herausgegeben wurde. Ab der dritten Auflage, die 1907 erschien, fungierte Emil Mörsch als alleiniger Herausgeber. Ebenfalls 1907 wurde er Mitglied des Deutschen Ausschusses für Eisenbeton (1941 umbenannt in Deutscher Ausschuss für Stahlbeton). 1908 kehrte Mörsch zu Wayss & Freytag zurück. Neben der praktischen Tätigkeit als Direktor und Vorstandsmitglied eines der bedeutendsten deutschen Massivbauunternehmen beschäftigte Mörsch sich weiterhin auch mit theoretischen Fragen des Stahlbetonbaus, sodass er 1912 bereits die vierte, abermals überarbeitete Auflage von „Der Eisenbetonbau, seine Anwendung und Theorie“ herausgeben konnte.
1916 wechselte Mörsch wiederum in die Wissenschaft und nahm den Ruf als Ordentlicher Professor für Statik der massiven Tragwerke, gewölbten Brücken und Eisenbetonbau an der TH Stuttgart an. Bis zu seiner Emeritierung im Jahr 1939 veröffentlichte er zahlreiche Publikationen, darunter die nun in zwei Bänden erscheinende 5. (1922) und 6. Auflage (1933) seines zum Standardwerk für den Stahlbetonbau gewordenen Buchs „Der Eisenbetonbau, seine Anwendung und Theorie“. Parallel blieb Mörsch als einflussreicher Technischer Berater weiterhin eng mit der Wayss & Freytag AG verbunden. Eine bedeutende Frucht aus den in dieser Tätigkeit gewonnenen Kenntnissen war seine 1943 veröffentlichte Publikation „Der Spannbetonträger“, die als eine der ersten deutschsprachigen Monografien zum Thema des Spannbetons überhaupt gelten kann.

## Bauwerke
Mörsch war an den folgenden Bauwerken als Ingenieur oder Prüfer beteiligt:
- Isarbrücke in Grünwald, 1903/04
- Eisenbahnbrücke über die Rhone in Chippis, Schweiz, 1906 (mit Firma Froté & Westermann, Zürich)
- Gmündertobelbrücke, 1907/08
- Grafton Bridge, Auckland, Neuseeland, 1908–10 (Bemessung und Entwurf des Bogens)
- Neckar-Eisenbahnbrücke in Tübingen, 1908/09 (Prüfung und Detailbearbeitung des Entwurfs von Karl Schaechterle und Anton Jori aus dem Brückenbaubureau der Generaldirektion der württembergischen Staatseisenbahnen)
- Brücke über die Donau der Hohenzollerischen Landesbahn, 1909 (Prüfung)
- Untere Neckarbrücke in Rottweil, 1915
- Brücke über den Mati-Fluss in Albanien, 1926
- Eisenbetondichtfutter der Spreeunterführung des Waisentunnels, 1931
- Rosenbergbrücke in Heilbronn, 1950 (Prüfung)

## Ehrungen
- 1912 Dr.-Ing. E. h. der TH Stuttgart
- 1929 Dr. sc. techn. h. c. der ETH Zürich
- 1938 wurde die Emil-Mörsch-Denkmünze vom Deutschen Beton-Vereins e. V. initiiert und bis heute verliehen
- 1942 Goethe-Medaille für Kunst und Wissenschaft zu seinem 70. Geburtstag

In Charlottenburg-Wilmersdorf wurde eine Brücke (die Mörschbrücke) nach Mörsch benannt. In Metzingen gibt es einen Emil-Mörsch-Weg.

## Veröffentlichungen von Mörsch
- Der Eisenbetonbau, seine Theorie und Anwendung. 1902
- Berechnung von eingespannten Gewölben. In: Schweizerische Bauzeitung, Band 47, Heft 7, vom 17. Februar 1906, S. 83–85, doi:10.5169/seals-26057 (PDF; 2,6 MB) und Heft 8 vom 24. Februar 1906, S. 89–91, doi:10.5169/seals-26058 (PDF; 2,7 MB)
- Le nouveau pont sur le Neckar près de Heilbronn. In: Construction et Travaux Publics, September 1933
- Les prescriptions officielles et les règlements pour les constructions en béton armé en France et à l'Étranger. Allemagne. In: Travaux, Dezember 1935
- Brücken aus Stahlbeton und Spannbeton. 6. Ausgabe, Stuttgart, 1958